# Joppa dromedaria
Joppa dromedaria är en stekelart som först beskrevs av Joseph Kriechbaumer 1898.  Joppa dromedaria ingår i släktet Joppa och familjen brokparasitsteklar. Inga underarter finns listade i Catalogue of Life.